# Липецкая агломерация
Ли́пецкая агломера́ция (также Липецко-Грязинская агломерация) — крупнейшая и самая развитая из пяти агломераций России, имеющих специализацию в сфере чёрной металлургии полного цикла. Её особому положению в кругу подобных способствует статус Липецка как областного центра, благоприятное географическое положение на линии между двумя другими значительными агломерациями (московской в 400 км к северу и Воронежской в 80 км к югу), а также относительно благоприятные климатические условия.
В составе агломерации всего 2 города: собственно Липецк и город Грязи. Между этими городами ранее существовало незастроенное пространство протяжённостью 10 км, однако в конце 2000-х на этой территории была образована особая экономическая зона, которая застраивается промышленными предприятиями и оба города агломерации имеют перспективы к слиянию.
Имеется также довольно развитая и плотно населённая субурбанизационная зона вокруг самого Липецка. По оценкам на 2014 год население ядра составляло около 510 тыс. человек, а всей агломерационной короны достигало 0,6 млн человек. Кроме этого, Липецкая агломерация положительно влияет на другие населённые пункты Липецкой (Лебедянь, Данков, Елец, Задонск, Усмань, Чаплыгин) и Тамбовской областей (Мичуринск). При этом негативное влияние демографически более крупной Воронежской агломерации на Липецкую в плане перетока населения несколько смягчено их фактически одинаковым экономическим потенциалом и равным административным статусом обоих городов-ядер, в то время как население самого Тамбова активно вымывается в оба направления. В постсоветский период население Липецкой агломерации растёт лишь за счёт притока мигрантов из стран СНГ. В 2017—2025 годах реализуется проект «Липецкая агломерация», направленный на улучшение качества транспортной инфраструктуры агломерации, в которую включены города Липецк, Елец и Грязи.
В утверждённой в 2022 году «Стратегии социально-экономического развития Липецкой области на период до 2030 года» приоритетом пространственной политики региона было заявлено развитие формирующейся двухъядерной Липецко-Елецкой агломерации.